# Alabastru

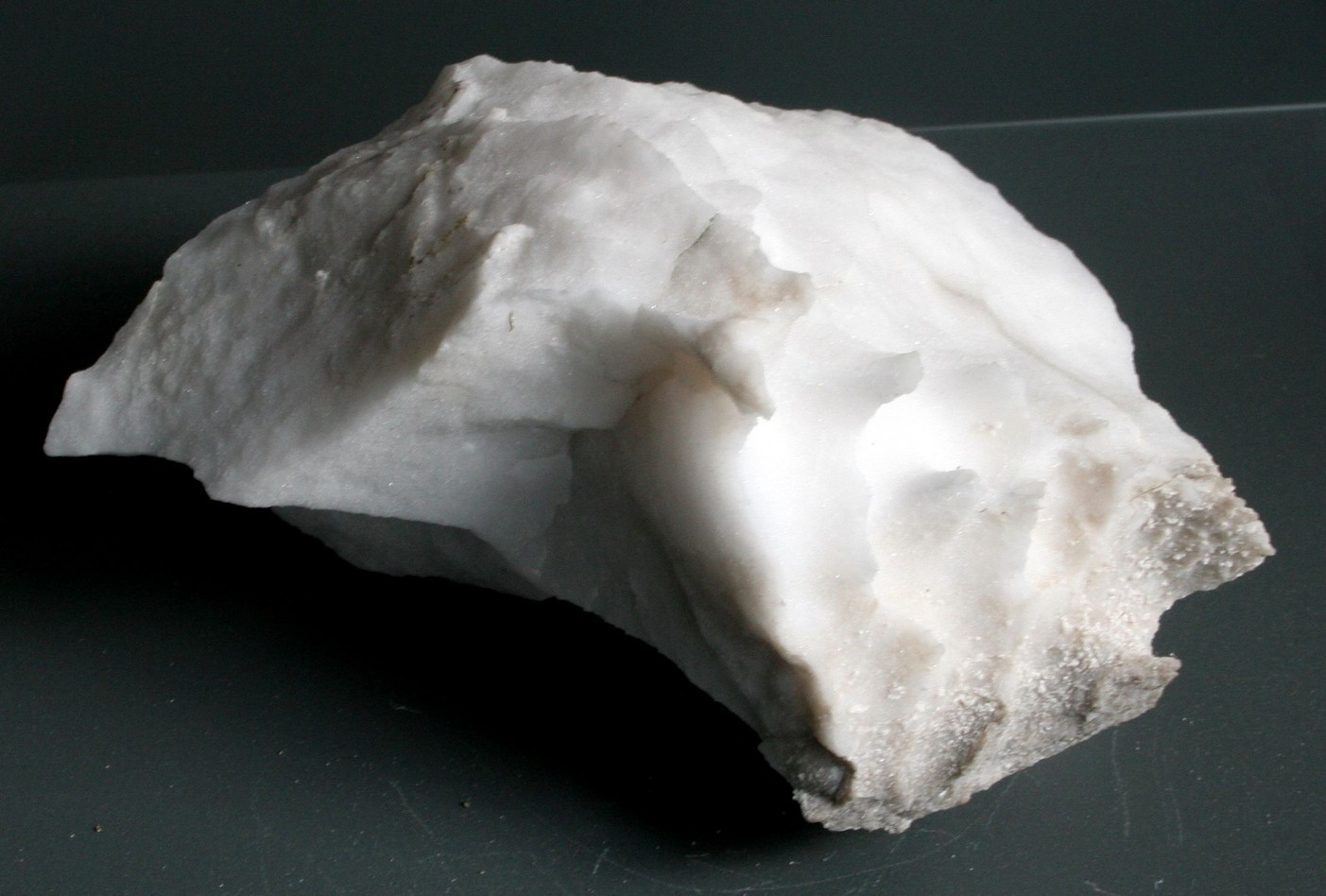
Eşantion de alabastru neprelucrat

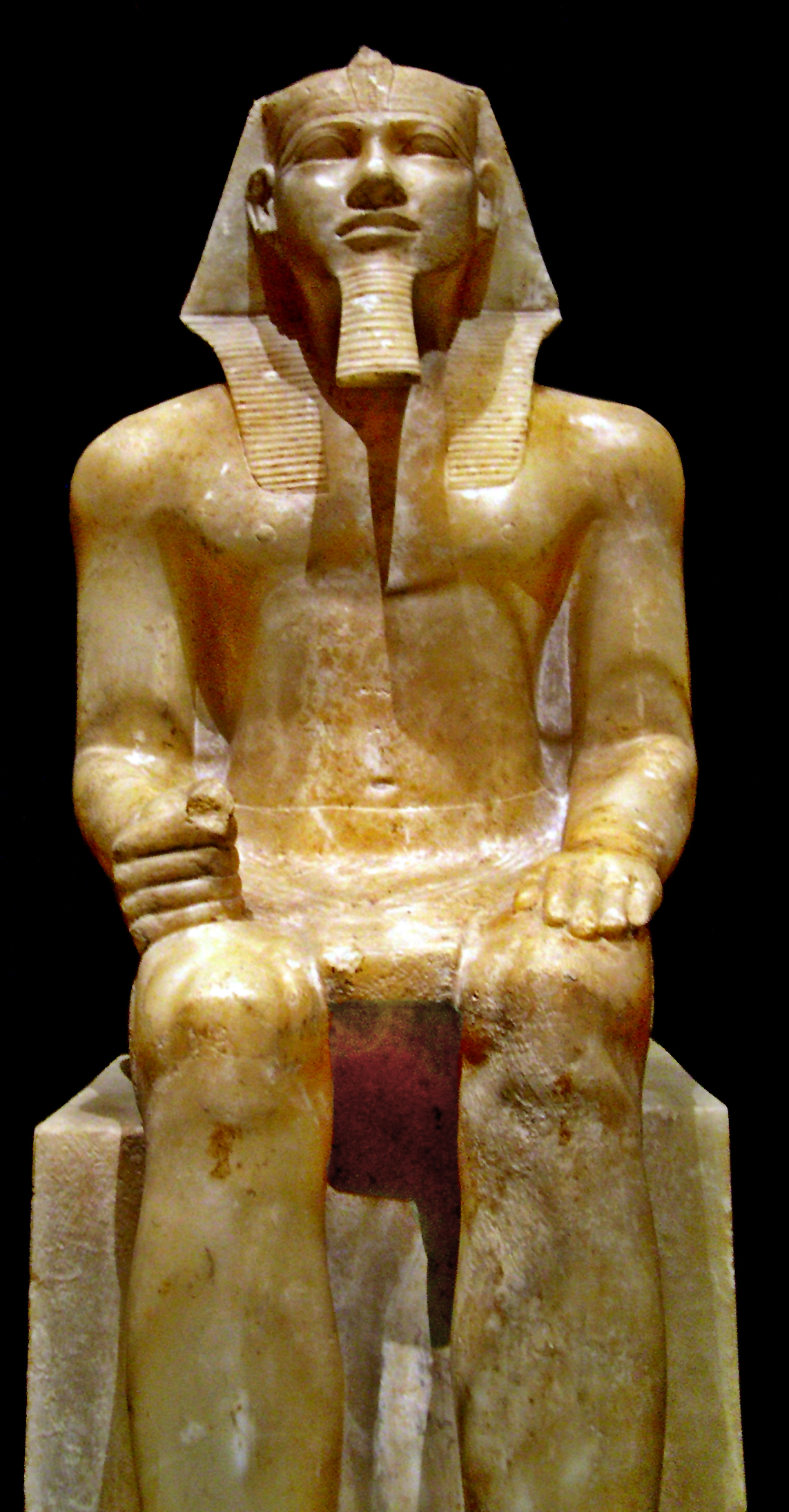
Statuetă de alabastru reprezentându-l pe faraonul Khafra

Alabastrul este o varietate microcristalină a mineralului gips, în care se găsesc, adeseori, vinișoare subțiri multicolore. Poate fi translucid, de culoare albă, cenușie sau, foarte rar, neagră. 

## Utilizări
Este întrebuințat la fabricarea unor obiecte ornamentale.